# 1939 en ski alpin
Chronologie du ski alpin
1938 en ski alpin - 1939 en ski alpin - 1940 en ski alpin
Les faits marquants de l'année 1939 en ski alpin

## Événements

### Janvier
- 14-15 janvier : Neuvième édition de la Lauberhorn sur le site de Wengen en Suisse. Côté masculin, le Suisse Karl Molitor, les Allemands Josef Jennewein et Wilhelm Walch remportent à égalité le slalom, et Walch le combiné.

### Février
- 12-15 février  : Neuvième édition des Championnats du monde de ski alpin sur le site de Zakopane en Pologne. Côté masculin, l'Allemand Hellmut Lantschner remporte la descente, ses compatriotes Rudolf Rominger le slalom et Josef Jennewein le combiné. Côté féminin, l'Allemande Christl Cranz réalise le triplé descente-slalom-combiné.

### Mars
- 17-19 mars : Dixième édition de l'Arlberg-Kandahar sur le site de Mürren en Suisse. Côté masculine, le Français James Couttet remporte la descente et le Suisse Rudolf Rominger réalise le doublé slalom-combiné. Côté féminin, la Britannique Bunty Walker-Greenland remporte la descente, et sa compatriote Marion Steedman réalise le doublé slalom-combiné.